# SMERȘ
SMERȘ (Смерть шпионам de la Smert' șpionam - Moarte spionilor), a fost numele departamentelor sovietice de contraspionaj formate în timpul Marelui Război pentru Apărarea Patriei, care aveau ca sarcină securizarea spatelui Armatei Roșii și arestarea "trădătorilor, dezertorilor, spionilor și elementelor criminale". 

## Istoria
Organizația a fost creată pe 19 aprilie 1943 din Directoratul Departamentelor Speciale ale NKVD. Numele întreg al entității conducătoare era Главное управление контрразведки СМЕРШ Народного комиссариата обороны СССР – 
Directoratul principal al contrainformațiilor SMERȘ al Comisariatului Poporului pentru Apărare al URSS. Conducătorul serviciului era Viktor Abakumov, care era direct subordonat lui Stalin. Au fost create în același timp directoratele SMERȘ în Comisariatul Poporului al Marinei Sovietice și în NKVD. 
În martie 1946, Directoratul Principal SMERȘ a fost trecut din nou la Comisariatul Poporului Al Forțelor Armate (Наркомат Вооруженных Сил, НКВС), pentru ca în mai același an să fie desființat. 

## Activitatea
Principalul inamic al SMERȘ în activitatea de contrainformații a fost Abwehrul, departamentul contrainformațiilor și de spionaj din armata germană, care a funcționat atât în primul război mondial, cât și în al doilea război mondial. 
Activitatea SMERȘ includea și "filtrarea" soldaților recuperați din prizonierat, ca și "filtrarea" populației din teritoriile eliberate sau din cele ocupate de Armata Roșie în Europa Răsăriteană. 
SMERȘ era de asemenea folosit pentru pedepsirea chiar a lucrătorilor din NKVD. Toți cei din structura NKVD puteau fi cercetați, indiferent de poziția pe care o ocupau. Agenții SMERȘ erau de asemenea trimiși în misiuni externe pentru găsirea și asasinarea trădătorilor, a agenților dubli și a altor persoane.
SMERȘ a fost folosit pentru vânarea așa-zișilor "inamicilor poporului" care reușiseră să se refugieze din Uniunea Sovietică. 
La sfârșitul războiului, SMERȘ a primit sarcina găsirii lui Adolf Hitler și capturarea lui în viață, dacă era posibil, sau recuperarea cadavrului. Agenții SMERȘ au descoperit cadavrul parțial incinerat al lui Hitler lângă Führerbunker și au efectuat o investigație pentru refacerea întregului film al sinuciderii dictatorului german (împreună cu soția, Eva Braun), și identificarea rămășițelor pământești. Potrivit unor relatări, rămășițele lui Hitler au fost înhumate în curtea cartierului general al SMERȘ din Magdeburg până în aprilie 1970, când au fost deshumate și împrăștiate. 

## Organizarea
```
                Comisariatul Poporului pentru Apărare 
                    
                                  |
                                  |
                  Comisarul Poporului și adjuncții 
                                  |
                                  |
                                  |
                             Secretariat 
                                  |
                                  |
                                  |
                                  |
          Secția 1 ----------------------------- Secția 5
  Protecția contrainfoemativă  a  |        Supravegherea organelor       
  instituțiilor centrale ale      |     SMERȘ din districtele militare        
           Armatei Roșii          |         
                                  |
                                  |
          Secția 2 ----------------------------- Secția 6       
      Lucrul cu prizonierii       |            Investigații
          de război               |
                                  |
                                  |
                                  |
          Secția 3 ----------------------------- Secția 7 
              Contraspionaj și    |        Informații și
             intoxicare radio     |          statistică 
                                  |
                                  |
                                  |
          Secția 4 ----------------------------- Secția 8
     Contrainformații în spatele          Coduri și comunicații         
             frontului     
```

Bibliografie - Lubianka 2. Iz istorii otieciestviennoi kontrazviedki, V. A. Soboleva, Moskva, 1999